# Evaldo Gouveia
Evaldo Gouveia de Oliveira (né le 8 août 1928 et mort le 29 mai 2020), mieux connu sous le nom d'Evaldo Gouveia, est un auteur-compositeur-interprète brésilien du genre Música popular brasileira.

## Biographie
Né à Orós, une petite ville de l'État brésilien de Ceará, il déménage avec sa famille dans la ville voisine d'Iguatu alors qu'il n'a que 3 mois.
À l'âge de 11 ans, il déménage dans la capitale de son État natal, Fortaleza, où il commence sa carrière musicale précoce. Dans les années 1950, il crée et rejoint un groupe appelé Trio Nagô avec ses collègues musiciens et amis Mário Alves et Epaminondas de Souza, sortant six albums studio et divers autres morceaux,,.
Il part ensuite pour Rio de Janeiro en vue de poursuivre une carrière solo et devient célèbre grâce à son amitié avec son collègue chanteur Altemar Dutra, qui l'a aidé en chantant ses chansons et en les rendant populaires,.
En tsolo,Evaldo Gouveia a sorti sept albums studio et divers autres morceaux, la plupart mettant en vedette ses collègues chanteurs Adelino Moreira et Jair Amorim, même s'ils n'ont jamais formé de groupe.

## Maladie et mort
Fin 2017, il est victime d'un accident vasculaire cérébral qui lui a laissé des séquelles à vie.
Le 29 mai 2020, il décède à Fortaleza à l'âge de 91 ans en raison de complications provoquées par la COVID-19 lors de la pandémie COVID-19 au Brésil.